# Niklaskogel
Der Niklaskogel (2791 m ü. A.), auch Niklaskopf, ist ein Berggipfel des Dorferkamms in der Venedigergruppe in Osttirol (Österreich). Er liegt im Norden des Gemeindegebiets von Prägraten am Großvenediger. Benachbarte Gipfel sind der Türml im Nordwesten und die Schlüsselspitze im Süden.

## Lage
Der Niklaskogel charakterisiert sich durch Schrofenflanken, die im Westen zum Maurer Tal mit dem Mauer Bach und im Osten zum Hinterbichler Dorfertal mit dem Dorfer Bach abfallen. Er liegt etwas nördlich des Zentrums des Dorferkamms und weniger als einen Kilometer außerhalb des Nationalparks Hohe Tauern. Im Nordosten des Niklaskopf befindet sich der Türml (2845 m ü. A.) mit dem gleichnamigen Türmljoch (2772 m ü. A.), durch die der nächstgelegene Wanderweg, der Schweriner Weg, führt. Südlich des Niklaskogel liegt die Schlüsselspitze (2778 m ü. A.), von der der Niklaskogel durch die Schlüsselscharte (2591 m ü. A.) getrennt ist.

## Aufstiegsmöglichkeiten
Der Aufstieg zum Niklaskogel erfolgt über das Türmljoch, wobei der Anstieg vom Joch aus unter der Ostseite des Felsaufbaus des Türmls nach links zu einer südlich gelegenen Scharte führt. Von hier aus folgt der Anstieg dem Kammverlauf, wobei der Niklaskogel nach rund einer Stunde vom Türmljoch über unschwieriges Gehgelände erreicht wird. Erstmals wurde der Niklaskogel am 28. Juli 1913 durch J. Dorn und Th. Husche über diesen Weg erstiegen. Vom Niklaskogel bietet sich auch eine Gratüberschreitung der Schlüsselspitze an, wobei man dem Südgrat des Niklaskogel im Abstieg folgt und aus der Schlüsselscharte den steilen Nordgrat zur Schlüsselspitze nimmt (II).